# Leif Haugen
Leif Haugen (* 22. September 1917 in Lillehammer; † 26. Februar 2001 in Lillehammer) war ein norwegischer Skilangläufer.
Haugen, der für den Lillehammer Skiklub startete, belegte im Jahr 1946 den dritten Platz beim Holmenkollen Skifestival über 50 km und siegte beim Birkebeinerrennet. Im Jahr 1947 errang er den vierten Platz beim Holmenkollen Skifestival über 50 km. Bei den Olympischen Winterspielen 1948 in St. Moritz nahm er am 50-km-Lauf teil, den er aber vorzeitig beendete. Im selben Jahr wurde er norwegischer Meister über 30 km und mit der Staffel.